# Hannah Heilmann
Hannah Heilmann (født 1978 i København) er en billedkunstner. Hun er uddannet cand.mag. i kunsthistorie fra Københavns Universitet. Hun virker som lektor ved BFA-uddannelsen (Bachelor of Fine Arts) ved Det Kongelige Danske Kunstakademi.
Hannah Heilmann var medlem af kunstnergruppen Ingen Frygt (2001-2010) og af det københavnske produktionsfællesskab TOVES (2010-2017).